# Milenko Ačimovič
Milenko Ačimovič (Lubiana, 15 febbraio 1977) è un dirigente sportivo, allenatore di calcio ed ex calciatore sloveno, di ruolo centrocampista, attuale direttore tecnico della nazionale slovena.

## Biografia
Nato a Lubiana nel 1977 da genitori serbi, è ex cognato dell'ex calciatore (anch'egli serbo) Dejan Stanković e zio di Filip Stanković, calciatore di ruolo portiere.

## Carriera

### Club
Cominciò la sua carriera nelle giovanili dell'Olimpia Lubiana. Giovane estremamente dotato, fece tre apparizioni in prima squadra nello Železničar Lubiana a 17 anni. Dal 1996 al 1998 si trovò a giocare di nuovo nell'Olimpija Lubiana, segnando 7 gol in 34 partite. Quindi si trasferì alla Stella Rossa.
Giocò a Belgrado per tre anni e mezzo. Nell'estate del 2002 Milenko scelse di andare al Tottenham. Nella sua prima stagione a Londra fece alcune presenze, ma non venne mai schierato negli undici iniziali. Nella seconda stagione, stette per la maggior parte dell'anno in panchina.
Nel gennaio 2004 passò al Lilla, di cui divenne presto titolare. Inoltre giocò in Coppa UEFA, in cui il Lilla fu però eliminato negli ottavi della manifestazione. Alla fine della stagione i Mastifs raggiunsero il secondo posto in Ligue 1, piazzamento che permise loro di giocare le qualificazioni per la Champions League, e successivamente di qualificarsi. Mile non giocò molto, ma segnò contro il Manchester United, in partita nella quale era partito titolare. Il Lilla vinse quella gara 1-0: comunque quello fu l'unico gol dei transalpini nella campagna europea.
Dopo aver giocato in Francia per due stagioni e mezza, Ačimovič decise di accettare l'offerta dell'Al-Ittihad per la stagione 2006-2007. Alla fine dell'esperienza, le parti concordarono per un rescissione consensuale del contratto: Milenko si trasferì all'Austria Vienna.

### Nazionale
Ačimovič ha debuttato nella nazionale slovena il 22 aprile 1998 a Murska Sobota contro la Rep. Ceca.
Ha rappresentato la Slovenia sia a Euro 2000 nei Paesi Bassi e Belgio che ai Mondiali 2002 in Corea e Giappone; in quest'ultima competizione ha segnato il gol sloveno nella sconfitta per 1-3 contro il Paraguay a Seogwipo.
Si è ritirato dal calcio internazionale nell'agosto del 2007 dopo avere realizzato 13 reti in 74 presenze. Tre di quei 13 gol li ha realizzati nel 3-0 contro la Moldavia del 4 settembre 2004.

## Statistiche

### Cronologia presenze e reti in nazionale
| Cronologia completa delle presenze e delle reti in nazionale ― Slovenia | Cronologia completa delle presenze e delle reti in nazionale ― Slovenia | Cronologia completa delle presenze e delle reti in nazionale ― Slovenia | Cronologia completa delle presenze e delle reti in nazionale ― Slovenia | Cronologia completa delle presenze e delle reti in nazionale ― Slovenia | Cronologia completa delle presenze e delle reti in nazionale ― Slovenia | Cronologia completa delle presenze e delle reti in nazionale ― Slovenia | Cronologia completa delle presenze e delle reti in nazionale ― Slovenia |
| Data                                                                    | Città                                                                   | In casa                                                                 | Risultato                                                               | Ospiti                                                                  | Competizione                                                            | Reti                                                                    | Note                                                                    |
| ----------------------------------------------------------------------- | ----------------------------------------------------------------------- | ----------------------------------------------------------------------- | ----------------------------------------------------------------------- | ----------------------------------------------------------------------- | ----------------------------------------------------------------------- | ----------------------------------------------------------------------- | ----------------------------------------------------------------------- |
| 22-4-1998                                                               | Murska Sobota                                                           | Slovenia                                                                | 1 – 3                                                                   | Rep. Ceca                                                               | Amichevole                                                              | -                                                                       | 68’                                                                     |
| 19-8-1998                                                               | Zalaegerszeg                                                            | Ungheria                                                                | 2 – 1                                                                   | Slovenia                                                                | Amichevole                                                              | 1                                                                       | 53’                                                                     |
| 6-9-1998                                                                | Amarousio                                                               | Grecia                                                                  | 2 – 2                                                                   | Slovenia                                                                | Qual. Euro 2000                                                         | -                                                                       | 71’                                                                     |
| 10-10-1998                                                              | Lubiana                                                                 | Slovenia                                                                | 1 – 2                                                                   | Norvegia                                                                | Qual. Euro 2000                                                         | -                                                                       | 64’                                                                     |
| 14-10-1998                                                              | Maribor                                                                 | Slovenia                                                                | 1 – 0                                                                   | Lettonia                                                                | Qual. Euro 2000                                                         | -                                                                       | 65’                                                                     |
| 6-2-1999                                                                | Mascate                                                                 | Slovenia                                                                | 0 – 2                                                                   | Svizzera                                                                | Amichevole                                                              | -                                                                       | 46’                                                                     |
| 8-2-1999                                                                | Mascate                                                                 | Oman                                                                    | 0 – 7                                                                   | Slovenia                                                                | Amichevole                                                              | -                                                                       | 46’                                                                     |
| 27-3-1999                                                               | Tbilisi                                                                 | Georgia                                                                 | 1 – 1                                                                   | Slovenia                                                                | Qual. Euro 2000                                                         | -                                                                       | 60’                                                                     |
| 28-4-1999                                                               | Lubiana                                                                 | Slovenia                                                                | 1 – 1                                                                   | Finlandia                                                               | Amichevole                                                              | -                                                                       | 46’                                                                     |
| 5-6-1999                                                                | Riga                                                                    | Lettonia                                                                | 1 – 2                                                                   | Slovenia                                                                | Qual. Euro 2000                                                         | -                                                                       | 65’                                                                     |
| 9-6-1999                                                                | Scutari                                                                 | Albania                                                                 | 0 – 1                                                                   | Slovenia                                                                | Qual. Euro 2000                                                         | -                                                                       | 65’                                                                     |
| 18-8-1999                                                               | Lubiana                                                                 | Slovenia                                                                | 2 – 0                                                                   | Albania                                                                 | Qual. Euro 2000                                                         | -                                                                       | 46’                                                                     |
| 4-9-1999                                                                | Lubiana                                                                 | Slovenia                                                                | 2 – 1                                                                   | Georgia                                                                 | Qual. Euro 2000                                                         | 1                                                                       | 46’                                                                     |
| 8-9-1999                                                                | Oslo                                                                    | Norvegia                                                                | 4 – 0                                                                   | Slovenia                                                                | Qual. Euro 2000                                                         | -                                                                       | 84’                                                                     |
| 9-10-1999                                                               | Maribor                                                                 | Slovenia                                                                | 0 – 3                                                                   | Grecia                                                                  | Qual. Euro 2000                                                         | -                                                                       | 79’                                                                     |
| 13-11-1999                                                              | Lubiana                                                                 | Slovenia                                                                | 2 – 1                                                                   | Ucraina                                                                 | Qual. Euro 2000                                                         | 1                                                                       | 46’                                                                     |
| 17-11-1999                                                              | Kiev                                                                    | Ucraina                                                                 | 1 – 1                                                                   | Slovenia                                                                | Qual. Euro 2000                                                         | -                                                                       | 58’ 86’                                                                 |
| 19-2-2000                                                               | Mascate                                                                 | Emirati Arabi Uniti                                                     | 1 – 1                                                                   | Slovenia                                                                | Amichevole                                                              | -                                                                       | 46’                                                                     |
| 23-2-2000                                                               | Mascate                                                                 | Oman                                                                    | 0 – 4                                                                   | Slovenia                                                                | Amichevole                                                              | 1                                                                       |                                                                         |
| 3-6-2000                                                                | Lubiana                                                                 | Slovenia                                                                | 2 – 0                                                                   | Arabia Saudita                                                          | Amichevole                                                              | 1                                                                       | 46’                                                                     |
| 13-6-2000                                                               | Charleroi                                                               | Slovenia                                                                | 3 – 3                                                                   | Jugoslavia                                                              | Euro 2000 - 1º turno                                                    | -                                                                       | 64’                                                                     |
| 18-6-2000                                                               | Amsterdam                                                               | Slovenia                                                                | 1 – 2                                                                   | Spagna                                                                  | Euro 2000 - 1º turno                                                    | -                                                                       | 82’                                                                     |
| 21-6-2000                                                               | Arnhem                                                                  | Norvegia                                                                | 0 – 0                                                                   | Slovenia                                                                | Euro 2000 - 1º turno                                                    | -                                                                       | 83’                                                                     |
| 7-10-2000                                                               | Lussemburgo                                                             | Lussemburgo                                                             | 1 – 2                                                                   | Slovenia                                                                | Qual. Mondiali 2002                                                     | -                                                                       |                                                                         |
| 11-10-2000                                                              | Lubiana                                                                 | Slovenia                                                                | 2 – 2                                                                   | Svizzera                                                                | Qual. Mondiali 2002                                                     | 1                                                                       | 68’                                                                     |
| 28-2-2001                                                               | Capodistria                                                             | Slovenia                                                                | 0 – 2                                                                   | Uruguay                                                                 | Amichevole                                                              | -                                                                       | 76’                                                                     |
| 28-3-2001                                                               | Lubiana                                                                 | Slovenia                                                                | 1 – 1                                                                   | Jugoslavia                                                              | Qual. Mondiali 2002                                                     | -                                                                       | 38’                                                                     |
| 2-6-2001                                                                | Lubiana                                                                 | Slovenia                                                                | 2 – 0                                                                   | Lussemburgo                                                             | Qual. Mondiali 2002                                                     | -                                                                       | 62’                                                                     |
| 6-6-2001                                                                | Berna                                                                   | Svizzera                                                                | 0 – 1                                                                   | Slovenia                                                                | Qual. Mondiali 2002                                                     | -                                                                       | 46’ 82’                                                                 |
| 15-8-2001                                                               | Lubiana                                                                 | Slovenia                                                                | 2 – 2                                                                   | Romania                                                                 | Amichevole                                                              | 1                                                                       |                                                                         |
| 1-9-2001                                                                | Lubiana                                                                 | Slovenia                                                                | 2 – 1                                                                   | Russia                                                                  | Qual. Mondiali 2002                                                     | 1                                                                       |                                                                         |
| 5-9-2001                                                                | Belgrado                                                                | Jugoslavia                                                              | 1 – 1                                                                   | Slovenia                                                                | Qual. Mondiali 2002                                                     | -                                                                       | 57’ 69’                                                                 |
| 10-11-2001                                                              | Lubiana                                                                 | Slovenia                                                                | 2 – 1                                                                   | Romania                                                                 | Qual. Mondiali 2002                                                     | 1                                                                       | 65’                                                                     |
| 14-11-2001                                                              | Bucarest                                                                | Romania                                                                 | 1 – 1                                                                   | Slovenia                                                                | Qual. Mondiali 2002                                                     | -                                                                       | 63’                                                                     |
| 12-2-2002                                                               | Hong Kong                                                               | Honduras                                                                | 5 – 1                                                                   | Slovenia                                                                | Amichevole                                                              | -                                                                       | 33’ 74’                                                                 |
| 15-2-2002                                                               | Hong Kong                                                               | Cina                                                                    | 0 – 0 dts (3 – 4 dtr)                                                   | Slovenia                                                                | Amichevole                                                              | -                                                                       | 60’                                                                     |
| 27-3-2002                                                               | Zagabria                                                                | Croazia                                                                 | 0 – 0                                                                   | Slovenia                                                                | Amichevole                                                              | -                                                                       | 46’                                                                     |
| 17-4-2002                                                               | Lubiana                                                                 | Slovenia                                                                | 1 – 0                                                                   | Tunisia                                                                 | Amichevole                                                              | -                                                                       | 46’                                                                     |
| 17-5-2002                                                               | Lubiana                                                                 | Slovenia                                                                | 2 – 0                                                                   | Ghana                                                                   | Amichevole                                                              | -                                                                       | 46’                                                                     |
| 2-6-2002                                                                | Gwangju                                                                 | Spagna                                                                  | 3 – 1                                                                   | Slovenia                                                                | Mondiali 2002 - 1º turno                                                | -                                                                       | 63’                                                                     |
| 8-6-2002                                                                | Taegu                                                                   | Slovenia                                                                | 0 – 1                                                                   | Sudafrica                                                               | Mondiali 2002 - 1º turno                                                | -                                                                       | 60’                                                                     |
| 12-6-2002                                                               | Seogwipo                                                                | Slovenia                                                                | 1 – 3                                                                   | Paraguay                                                                | Mondiali 2002 - 1º turno                                                | 1                                                                       | 62’                                                                     |
| 21-8-2002                                                               | Trieste                                                                 | Italia                                                                  | 0 – 1                                                                   | Slovenia                                                                | Amichevole                                                              | -                                                                       | 45’ 46’                                                                 |
| 7-9-2002                                                                | Lubiana                                                                 | Slovenia                                                                | 3 – 0                                                                   | Malta                                                                   | Qual. Euro 2004                                                         | -                                                                       | 87’                                                                     |
| 12-2-2003                                                               | Nova Gorica                                                             | Slovenia                                                                | 1 – 5                                                                   | Svizzera                                                                | Amichevole                                                              | -                                                                       | 72’                                                                     |
| 7-6-2003                                                                | Antalya                                                                 | Israele                                                                 | 0 – 0                                                                   | Slovenia                                                                | Qual. Euro 2004                                                         | -                                                                       | 78’ 86’                                                                 |
| 20-8-2003                                                               | Murska Sobota                                                           | Slovenia                                                                | 2 – 1                                                                   | Ungheria                                                                | Amichevole                                                              | -                                                                       | 89’                                                                     |
| 6-9-2003                                                                | Lubiana                                                                 | Slovenia                                                                | 3 – 1                                                                   | Israele                                                                 | Qual. Euro 2004                                                         | -                                                                       |                                                                         |
| 10-9-2003                                                               | Lubiana                                                                 | Slovenia                                                                | 0 – 2                                                                   | Francia                                                                 | Qual. Euro 2004                                                         | -                                                                       |                                                                         |
| 11-10-2003                                                              | Limassol                                                                | Cipro                                                                   | 2 – 2                                                                   | Slovenia                                                                | Qual. Euro 2004                                                         | -                                                                       |                                                                         |
| 15-11-2003                                                              | Zagabria                                                                | Croazia                                                                 | 1 – 1                                                                   | Slovenia                                                                | Qual. Euro 2004                                                         | -                                                                       | 75’                                                                     |
| 19-11-2003                                                              | Lubiana                                                                 | Slovenia                                                                | 0 – 1                                                                   | Croazia                                                                 | Qual. Euro 2004                                                         | -                                                                       |                                                                         |
| 18-2-2004                                                               | San Fernando                                                            | Polonia                                                                 | 2 – 0                                                                   | Slovenia                                                                | Amichevole                                                              | -                                                                       | 46’                                                                     |
| 31-3-2004                                                               | Celje                                                                   | Slovenia                                                                | 0 – 1                                                                   | Lettonia                                                                | Amichevole                                                              | -                                                                       | 62’                                                                     |
| 28-4-2004                                                               | Lancy                                                                   | Svizzera                                                                | 2 – 1                                                                   | Slovenia                                                                | Amichevole                                                              | -                                                                       |                                                                         |
| 18-8-2004                                                               | Lubiana                                                                 | Slovenia                                                                | 1 – 1                                                                   | Serbia e Montenegro                                                     | Amichevole                                                              | -                                                                       |                                                                         |
| 4-9-2004                                                                | Celje                                                                   | Slovenia                                                                | 3 – 0                                                                   | Moldavia                                                                | Qual. Mondiali 2006                                                     | 3                                                                       |                                                                         |
| 8-9-2004                                                                | Glasgow                                                                 | Scozia                                                                  | 0 – 0                                                                   | Slovenia                                                                | Qual. Mondiali 2006                                                     | -                                                                       |                                                                         |
| 9-10-2004                                                               | Celje                                                                   | Slovenia                                                                | 1 – 0                                                                   | Italia                                                                  | Qual. Mondiali 2006                                                     | -                                                                       | cap. 43’                                                                |
| 13-10-2004                                                              | Oslo                                                                    | Norvegia                                                                | 3 – 0                                                                   | Slovenia                                                                | Qual. Mondiali 2006                                                     | -                                                                       | cap.                                                                    |
| 17-11-2004                                                              | Trnava                                                                  | Slovacchia                                                              | 0 – 0                                                                   | Slovenia                                                                | Amichevole                                                              | -                                                                       | 82’                                                                     |
| 9-2-2005                                                                | Celje                                                                   | Slovenia                                                                | 0 – 3                                                                   | Rep. Ceca                                                               | Amichevole                                                              | -                                                                       | cap.                                                                    |
| 30-3-2005                                                               | Celje                                                                   | Slovenia                                                                | 1 – 1                                                                   | Bielorussia                                                             | Qual. Mondiali 2006                                                     | -                                                                       |                                                                         |
| 17-8-2005                                                               | Swansea                                                                 | Galles                                                                  | 0 – 0                                                                   | Slovenia                                                                | Amichevole                                                              | -                                                                       | 46’                                                                     |
| 3-9-2005                                                                | Celje                                                                   | Slovenia                                                                | 2 – 3                                                                   | Norvegia                                                                | Qual. Mondiali 2006                                                     | -                                                                       | cap. 39’ 56’                                                            |
| 8-10-2005                                                               | Palermo                                                                 | Italia                                                                  | 1 – 0                                                                   | Slovenia                                                                | Qual. Mondiali 2006                                                     | -                                                                       |                                                                         |
| 12-10-2005                                                              | Celje                                                                   | Slovenia                                                                | 0 – 3                                                                   | Scozia                                                                  | Qual. Mondiali 2006                                                     | -                                                                       |                                                                         |
| 31-5-2006                                                               | Celje                                                                   | Slovenia                                                                | 3 – 1                                                                   | Trinidad e Tobago                                                       | Amichevole                                                              | -                                                                       | 52’                                                                     |
| 4-6-2006                                                                | Bondoufle                                                               | Costa d'Avorio                                                          | 3 – 0                                                                   | Slovenia                                                                | Amichevole                                                              | -                                                                       | cap.                                                                    |
| 6-9-2006                                                                | Sofia                                                                   | Bulgaria                                                                | 3 – 0                                                                   | Slovenia                                                                | Qual. Euro 2008                                                         | -                                                                       | 14’                                                                     |
| 7-10-2006                                                               | Celje                                                                   | Slovenia                                                                | 2 – 0                                                                   | Lussemburgo                                                             | Qual. Euro 2008                                                         | -                                                                       | cap. 75’                                                                |
| 11-10-2006                                                              | Minsk                                                                   | Bielorussia                                                             | 4 – 2                                                                   | Slovenia                                                                | Qual. Euro 2008                                                         | -                                                                       | cap. 70’                                                                |
| 24-3-2007                                                               | Scutari                                                                 | Albania                                                                 | 0 – 0                                                                   | Slovenia                                                                | Qual. Euro 2008                                                         | -                                                                       | 80’                                                                     |
| 28-3-2007                                                               | Celje                                                                   | Slovenia                                                                | 0 – 1                                                                   | Paesi Bassi                                                             | Qual. Euro 2008                                                         | -                                                                       | cap. 61’                                                                |
| Totale                                                                  |                                                                         | Presenze                                                                | 74                                                                      |                                                                         | Reti (7º posto)                                                         | 13                                                                      |                                                                         |

## Palmarès

### Club

#### Competizioni nazionali
- Campionati della RF di Jugoslavia: 2

Stella Rossa: 1999-2000, 2000-2001
- Coppe di Jugoslavia: 3

Stella Rossa: 1998-1999, 1999-2000, 2001-2002
- Coppa d'Austria: 2

Austria Vienna: 2006-2007, 2008-2009
- Campionati sauditi: 1

Al-Ittihad: 2007
- Coppa Intertoto UEFA: 1

Lille: 2004